# Kipling Mesa
Die Kipling Mesa ist ein zwischen 400 und 500 m hoher, grob rechteckiger und bis zu 2,5 km langer Tafelberg auf der westantarktischen James-Ross-Insel. Er ragt südlich des Rink Point und rund 4 km nordnordwestlich des Virgin Hill auf. Mit letzterem ist er über den Akela Col verbunden.
Namensgeber ist der britische Schriftsteller Rudyard Kipling (1865–1936), Autor von Das Dschungelbuch und Literaturnobelpreisträger des Jahres 1907.